# Zambia Badminton Association
Die Zambia Badminton Association (ZBA) ist die oberste nationale administrative Organisation in der Sportart Badminton in Sambia. 

## Geschichte
Die Zambia Badminton Association wurde im Juli 1947 als Northern Rhodesia Badminton Association gegründet und im März 1948 Mitglied im Weltverband IBF. 1952 endete dort die Mitgliedschaft, da man sich in den nationalen südafrikanischen Verband integrierte. Im März 1965 wurde der heutige Name angenommen und im April des gleichen Jahres wurde der Verband erneut Mitglied in der IBF. Der Verband wurde später ebenfalls Mitglied im kontinentalen Dachverband Badminton Confederation of Africa, damals noch unter dem Namen African Badminton Confederation firmierend. Nationale Meisterschaften werden in Sambia seit 1970 ausgetragen. Der Sitz des Verbandes befindet sich in Lusaka. Der Verband gehört dem Nationalen Olympischen Komitee an.

## Bedeutende Veranstaltungen, Turniere und Ligen
- Zambia International
- Einzelmeisterschaften
- Mannschaftsmeisterschaft

## Bedeutende Persönlichkeiten
- Godfrey Masuwa, Präsident
- Alec McTavish, ehemaliger Präsident
- Ranjit da Silva, ehemaliger Präsident